# Hewelsfield
Hewelsfield är en ort i Storbritannien.   Den ligger i grevskapet Gloucestershire och riksdelen England, i den södra delen av landet, 170 km väster om huvudstaden London. Hewelsfield ligger 198 meter över havet och antalet invånare är 484.
Terrängen runt Hewelsfield är kuperad åt sydväst, men åt nordost är den platt. Runt Hewelsfield är det tätbefolkat, med 476 invånare per kvadratkilometer. Närmaste större samhälle är Dursley, 19,2 km öster om Hewelsfield. 